# Sapromyza kabuli
Sapromyza kabuli är en tvåvingeart som beskrevs av Papp 1979. Sapromyza kabuli ingår i släktet Sapromyza och familjen lövflugor. Inga underarter finns listade i Catalogue of Life.